# Martin Fernandes de Portocarreiro

Brasão de Armas da Casa de Portocarrero/Portocarreiro

Martin Fernandes de Portocarreiro ou Martín Fernandes Portocarrero (c. 1326 – c. 1370) foi II Senhor de Moguer e I Senhor de Villanueva del Fresno com origens na Casa de Portocarreiro. 
Nos documentos medievais aparece como sendo filho de Alonso Fernandes Portocarreiro, Senhor de Moguer. Foi educado desde pequeno junto do rei, na corte, tendo completando a sua formação com a entrada em 1332 na Ordem de Cavalaria.
Surge fora do grupo dos Ricos Homens, mas como membro da nobreza de segunda fila, entre os Cavaleiros que aspiravam aumentar os seus serviços ao monarca como forma de receberem benesses do mesmo. 
Foi mordomo e homem de maior do Pedro I de Castela. Deu concelhos ao rei Afonso XI de Castela no sentido de tratar bem os Cavaleiros de Valladolid. Em 1334 foi comandante dos exércitos de Castela a quando da expedição a Navarra. Mais tarde, e como representante do monarca, estabeleceu os acordos de um tratado de paz com Navarra. Chegou a exercer o cargo de administrador de Castela.
Corria o ano de 1338 fez a defesa da praça de Tarifa, onde se encontrava como Alcaide contra Abomelique. Surge também envolvido no cerco de Carcabuey (Córdova) na companhia do Infante Tello Afonso de Castela, de que também foi mordomo em 1342, numa altura em que este cargo tinha atribuições de carácter administrativo e se pretendeu melhorar os serviços do mesmo.
Por serviços prestados o rei Afonso XI concedeu-lhe a localidade de Villanueva del Fresno corria o ano de 1332. 

## Relações familiares
Em data que se desconhece contraiu matrimónio com Maria Tenório, II senhora de Moguer, e filha do almirante Alonso Jofre Tenório e de Elvira Alvarez, de quem teve:
1. Alonso Fernández Portocarreiro, que veio a reunir na sua pessoa os Senhorios de Moguer e de Villanueva del Fresno.